# سیارک ۲۰۵۳۶
سیارک ۲۰۵۳۶ (به انگلیسی: 20536 Tracicarter، نامگذاری:1999RF81) بیست هزار و پانصد و سی و ششمین سیارک کشف شده‌است که در ۷ سپتامبر ۱۹۹۹ کشف شد.
قدر مطلق سیارک برابر ۹.۸ است.